# Попечительство о бедных духовного звания в России
Попечительство о бедных духовного звания в России — учреждение Российской империи, имеющее целью заботу о бедных вдовах и сиротах духовенства, а также о бедных больных священнослужителях и церковнослужителях.
Отделения попечительства были учреждены в 1823 году, в каждой епархии; состояли из нескольких заслуженных священников, избираемых епархиальной властью.
В основном, денежные средства образовывались из «кружечных сборов» в церквях, добровольных пожертвований, части церковных доходов (со специальным назначением на лечение духовных лиц в земских больницах), процентов с капиталов и штрафов с духовных лиц епархии. В соответствии с указом 1868 года из собранных капиталов запрещалось делать займы на другие нужды церкви, за некоторыми исключениями, по особому разрешению Св. синода. К ведению попечительства также относилась опека над сиротами духовного звания, не принадлежащими к потомственному дворянству; опекуны в этих случаях были обязаны представлять попечительству через благочинных свои отчёты для проверки.
По отчёту обер-прокурора Св. синода за 1893 год на 18936 церквей было собрано 6 436 533 рублей. 